# Náměstí Míru (Zlín)
Náměstí Míru (dříve Hlavní náměstí, Masarykovo náměstí) je nejstarší náměstí ve Zlíně.

## Popis
Ze západní strany náměstí je zlínská radnice. Vedle ní je budova hlavní pošty (1. dubna byla přesunuta do 32. budovy Svitu), která byla dokončena v 80. letech 20. století, na místě secesní stavby hotelu Balkán. Vedle pošty byla donedávna proluka, která byla nahrazena v roce 2004 polyfunkčním domem o šířce pouhých 6,3 metrů. Nejnovějším komplexem, který dal náměstí novou a ucelenou podobu, je Obchodní a zábavní centrum Zlaté Jablko, které bylo otevřeno v květnu 2008. Stavba stojí na místě hotelu Záložna a vinárny U slunce. Fasáda hotelu Záložna byla do tohoto komplexu zapracována.
V jižní části náměstí, která není tvořena zástavbou, je park, ve kterém je fontána.

## Galerie

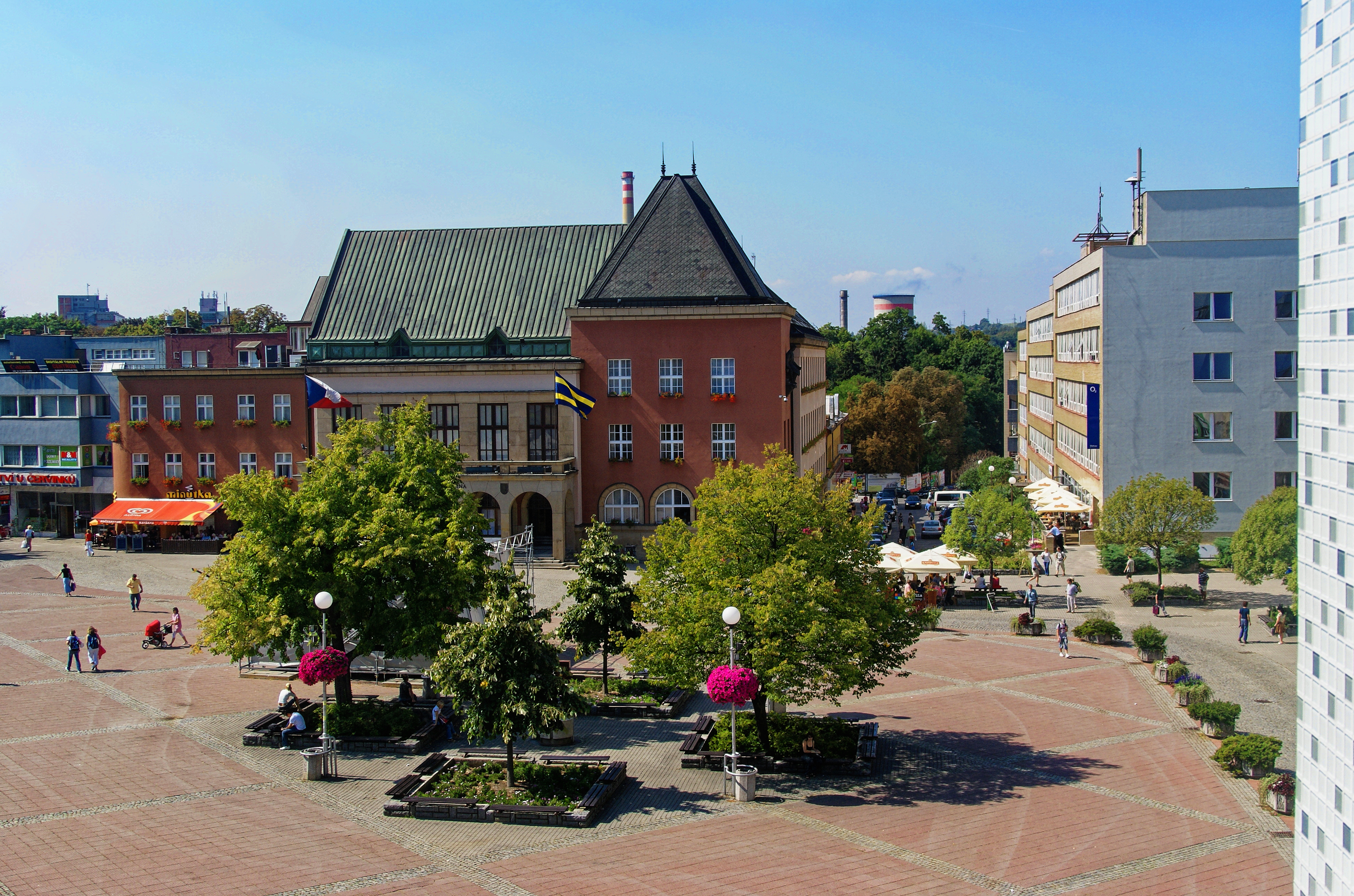
Náměstí Míru ve Zlíně
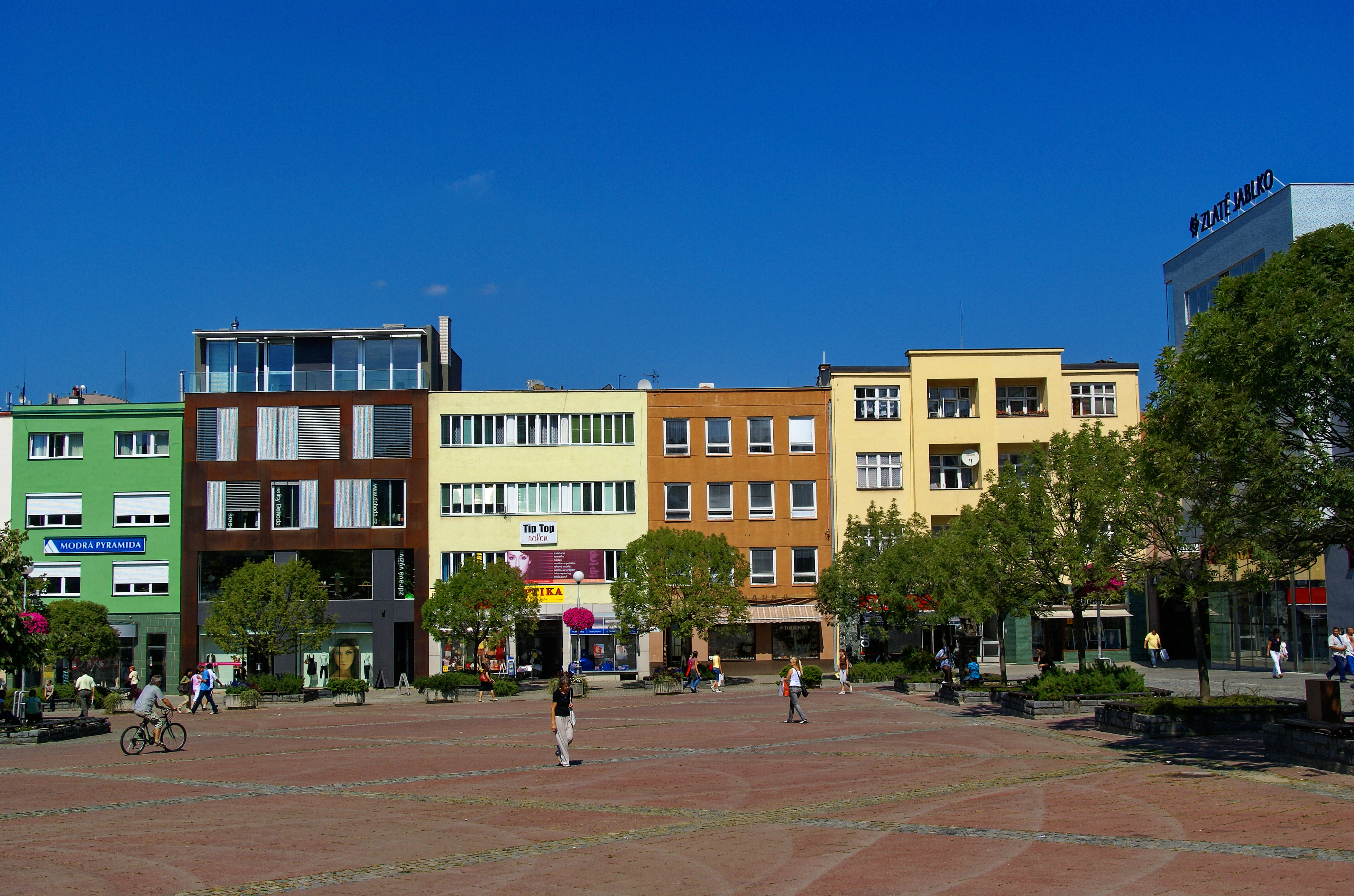
Náměstí Míru ve Zlíně
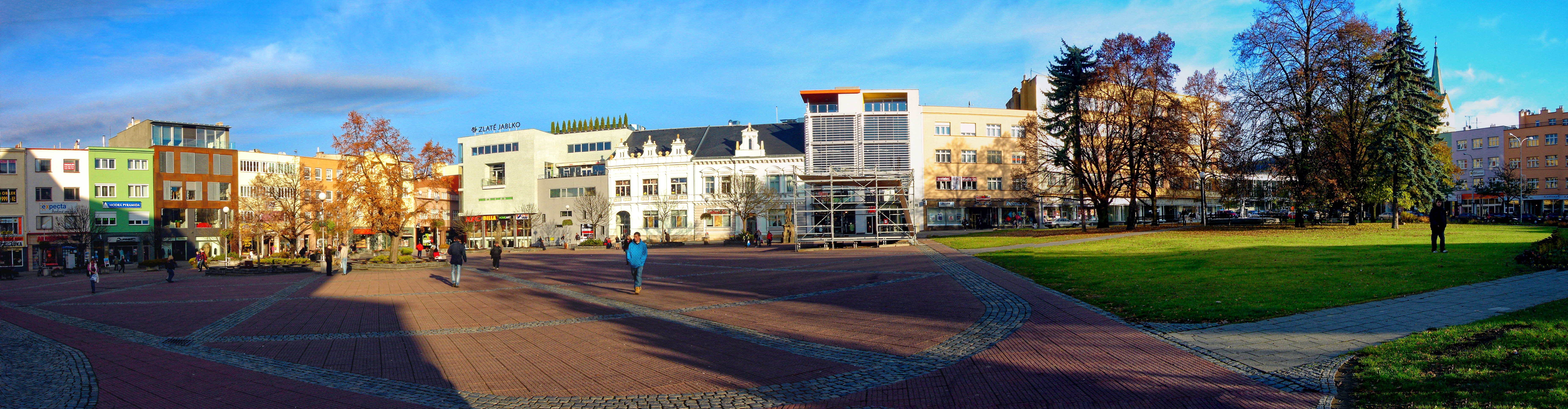
Náměstí Míru ve Zlíně, v pozadí se tyčí Obchodní a zábavní centrum Zlaté jablko
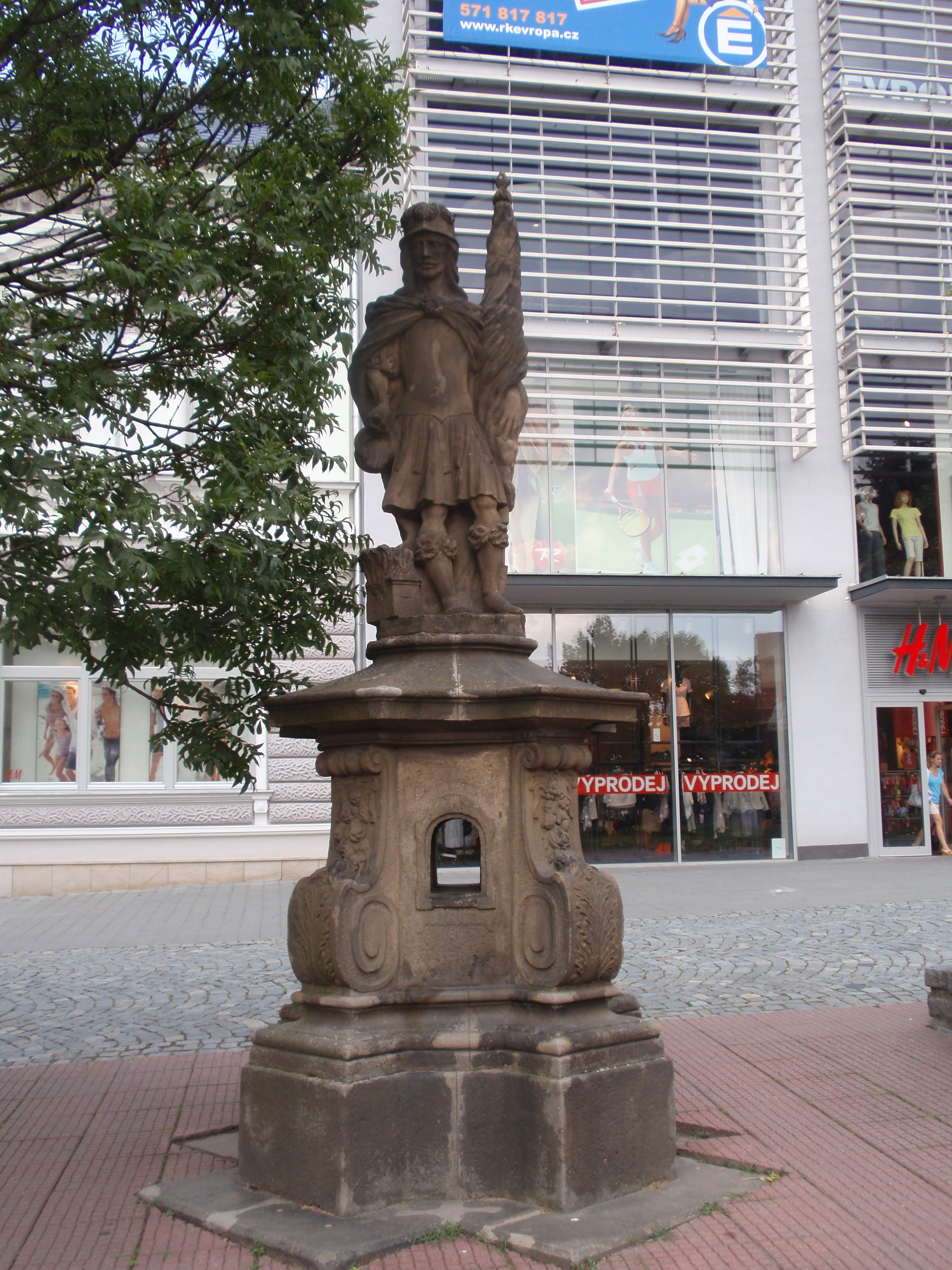
Socha svatého Floriána na Náměstí Míru ve Zlíně
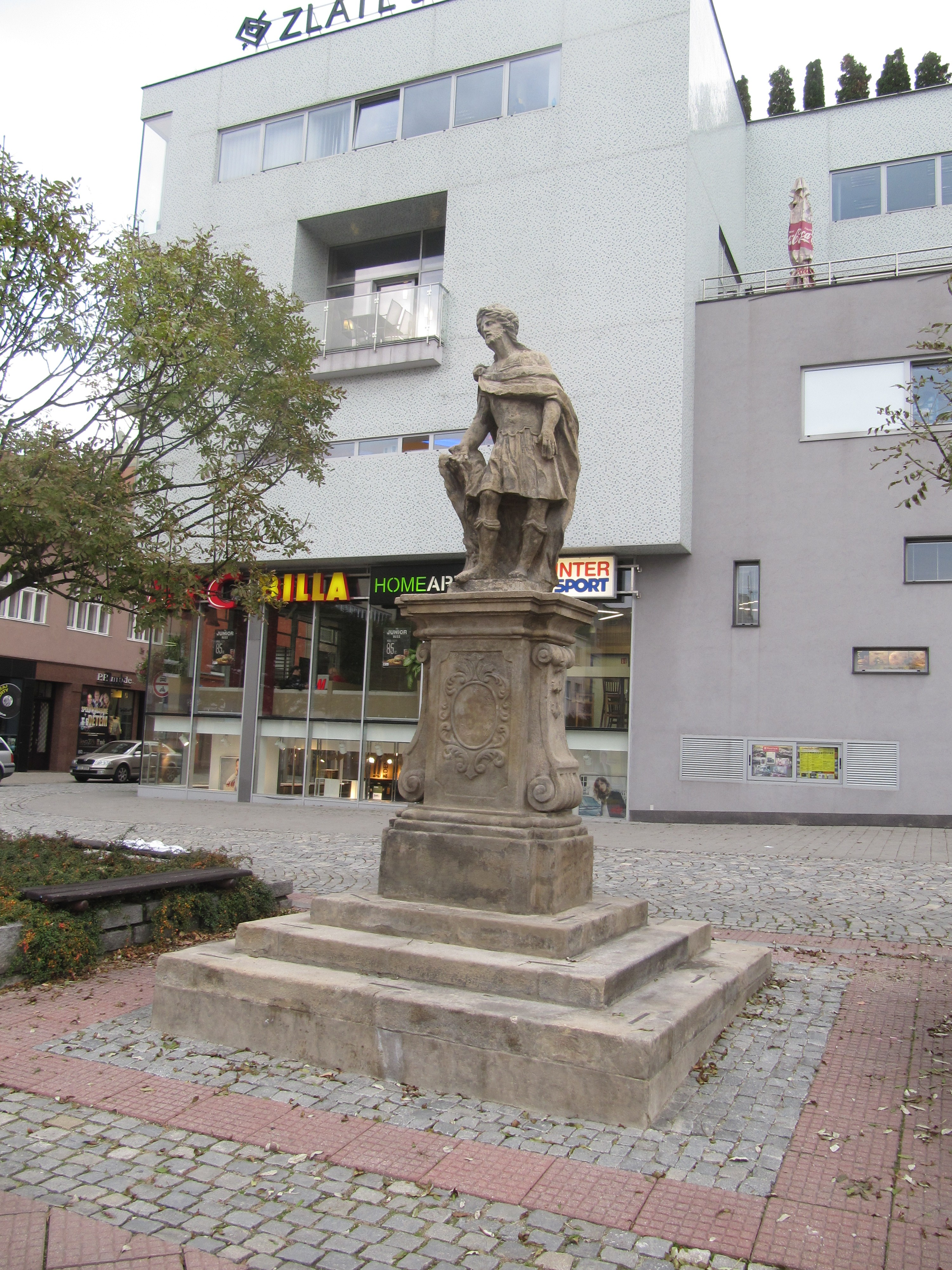
Socha svatého Donáta na Náměstí Míru ve Zlíně

## Zajímavosti
- V domě čp. 63 začali s výrobou papučí v roce 1894 sourozenci Tomáš, Antonín a Anna Baťovi.
- Na náměstí jsou také umístěny sochy svatého Floriána a svatého Donáta.[1][2]
- Na náměstí je od roku 1997 prodejna rychlého občerstvení McDonald's.